# Eleccions legislatives de Guinea Bissau de 2023
Les eleccions legislatives de Guinea Bissau de 2023 són eleccions anticipades que estan previstes que se celebrin el 4 de juny de 2023 a tot Guinea Bissau. El president del país, Umaro Sissoco Embalo, va dissoldre l'Assemblea Nacional Popular el 16 de maig de 2022, acusant els diputats de corrupció i de diferències «irresolubles» entre el poder legislatiu i els altres poders de l'Estat.

## Sistema electoral
Els 102 diputats de l'Assemblea Nacional Popular són triats per dos mètodes: 100 per representació proporcional en llistes tancades de 27 circumscripcions plurinominals i dues de circumscripcions uninominals que representen a ciutadans expatriats a Àfrica i Europa.